# Multitudes
Multitudes is een Franstalig filosofisch, politiek en cultureel maandblad van linkse signatuur, opgericht in 2000 door Yann Moulier Boutang.
Het blad, dat genoemd is naar Spinoza's concept van de multitudo, volgt het theoretisch kader van Hardt en Negri's Empire en publiceert opinieartikelen over politiek activisme, met name media-activisme en hacktivisme.